# マイ・ガール (映画)
『マイ・ガール』（My Girl）は、1991年のアメリカ合衆国の映画。
父子家庭で育った11歳の多感な少女と幼なじみの少年との、友情と淡くて幼い恋を通して、少女の心の動き、機微を爽やかに描く映画。
続編『マイ・ガール2』も作られた。

## ストーリー
ベーダは、葬儀所を経営する男やもめの父親ハリーと暮らす11歳の女の子。母親はベーダのお産で死んでおり、そのことで負い目と死に対する恐怖を感じている。ベーダは葬儀所へ来る遺体の死因を調べては、自分にもその症状があると思い、食事中に倒れた振りをしたり、診療所で医者を困らせたりしていた。
そんなとき、美容師のシェリーが、葬儀所で働くことになった。ベーダは父と次第に接近して行くのが気になっている。毎日のように遊んでいる親友で幼なじみの男の子トーマスは、そんなベーダをよく理解しており、2人の恋を邪魔しに行くのにも付き添っていく。一方ベーダは担任のビクスラー先生に恋をしており、夏休み期間に先生が詩の教室をすることを知り、シェリーのキャンピングカーからお金をくすねて講座費に当ててしまう。
ある日、ベーダとトーマスが森で遊んでいると大きな蜂の巣を見つける。トーマスは「落としてやろう」とベーダを誘い、石を投げつける。そのとき、ベーダは指輪を落としたことに気づいたが、蜂が飛び出してきたので、2人で湖まで逃げて飛び込んだ。
ついにハリーとシェリーが結婚すると聞かされる。ベーダは家出してカリフォルニアに行くとトーマスに伝えると、彼もついてくると言う。2人は木の上で話したが、トーマスは夜になると帰っていった。仕方なくベーダも家へ戻るが、父はテレビを見ながら眠っており、ドアの音に駆けつけてこなかった。翌日、2人は湖畔で話をしていた。「どうして大人は結婚するの？」というベーダの質問にトーマスは「大人はそうする決まりだからさ」と優しく答える。ベーダはキスを試してみようと言い、2人はキスをする。その帰り道、トーマスは「先生にフラれたら僕ではだめかい？」と尋ね、ベーダは笑って了承する。そしてトーマスは以前ベーダが無くした指輪を探しに1人で森へ行く。指輪を見つけて手に取った瞬間、蜂の大群に襲われ、命を落としてしまう。
トーマスの葬儀の日、ベーダは棺にしがみついて泣き叫び、慰める父を振り切って先生の家へ向かう。そこで先生に愛を告白するが、すでに彼には婚約者が居ることを知る。ベーダはよく2人で遊んだ湖畔に行き、トーマスを思い出して泣き、暗くなると家へ戻った。ベーダはベッドでシェリーに髪を梳かしてもらいながら、お金を盗んだことを告白する。シェリーは優しく「詩の本を出したら許してあげる」と告げ、ハグをする。
夏休みも終わりに近づいたある日、詩の教室に久々に顔を出したベーダはトーマスへの想いを綴った詩を朗読する。

## スタッフ
- 監督：ハワード・ジーフ
- 製作総指揮：ジョセフ・M・カラッシオロ、デヴィッド・T・フレンドリー
- 脚本：ローリス・エレワニー
- 音楽：ジェームズ・ニュートン・ハワード

## キャスト
| 役名                     | 俳優                         | 日本語吹き替え | 日本語吹き替え | 日本語吹き替え |
| 役名                     | 俳優                         | ソフト版       | テレビ朝日版   | 機内上映版     |
| ------------------------ | ---------------------------- | -------------- | -------------- | -------------- |
| ベーダ・サルテンファス   | アンナ・クラムスキー         | 伊藤美紀       | 坂本真綾       | 横山智佐       |
| トーマス・J・セネット    | マコーレー・カルキン         | 田中真弓       | 林勇           | 林原めぐみ     |
| ハリー・サルテンファス   | ダン・エイクロイド           | 青野武         | 玄田哲章       | 江原正士       |
| シェリー・デヴォート     | ジェイミー・リー・カーティス | 弥永和子       | 戸田恵子       |                |
| ビクスラー先生           | グリフィン・ダン             | 納谷六朗       | 大滝寛         |                |
| フィル・サルテンファス   | リチャード・メイサー         | 嶋俊介         | 土師孝也       |                |
| グラモー・サルテンファス | アン・ネルソン               | 斉藤昌         | 京田尚子       |                |

- ソフト版

その他の声の出演：宗形智子、沢木郁也、達依久子、岸野一彦、藤城裕士、田原アルノ、堀内賢雄、堀越真己、清川元夢、加藤正之、松岡ミユキ、大滝進矢、石井敏郎、種田文子、津村まこと、岡村明美
演出：中野寛次、翻訳：古田由紀子、調整：栗林秀年、効果：関根正治、プロデュース：吉岡美惠子、神部宗之、制作：東北新社
- テレビ朝日版 - 1994年11月13日『日曜洋画劇場』初回放送

その他の声の出演：真実一路、咲野俊介、日高奈留美、藤城裕士、藤生聖子、宮岡弥生、仲野裕、泉晶子、中野悟、石井雄、神子翔、田中麻世、渡辺真美、天田益男、崎田美也、斎藤志郎、村松康雄、林秀樹
演出：壷井正、翻訳：たかしまちせこ、調整：飯塚秀保、効果：VOX、制作：グロービジョン

## 受賞歴
- MTVムービー・アワード
  - ベスト・キス賞（アンナ・クラムスキー、マコーレー・カルキン）受賞
  - 最優秀新人演技賞（アンナ・クラムスキー）ノミネート
  - 最優秀スクリーン・デュオ賞（アンナ・クラムスキー、マコーレー・カルキン）ノミネート
- シカゴ映画批評家協会賞
  - 最も有望な女優賞（アンナ・クラムスキー）ノミネート
- キッズ・チョイス・アワード
  - 最も好きな映画賞ノミネート
- ヤング・アーティスト・アワード
  - 最優秀期待の新人賞（アンナ・クラムスキー）受賞
  - 最優秀ファミリー映画賞ノミネート